# Fondul Internațional pentru Dezvoltarea Agricolă
Fondul Internațional pentru Dezvoltarea Agricolă (prescurtat FIDA) este o agenție specializată guvernamentală în cadrul sistemului ONU cu sediul la Roma (Italia), creată ca instituție financiară internațională în iunie 1976 (ca un rezultat al Conferinței Mondiale a Alimentației din 1974), în scopul finanțării de proiecte agricole în regiunile și țările cele mai puțin dezvoltate ale planetei. FIDA are 161 state membre (2002), printre care și România (membru fondator).